# Jan Fischer (ilustrátor)
Jan Fischer (22. ledna 1907 Královské Vinohrady – 8. ledna 1960 Praha) byl český ilustrátor a karikaturista, vzděláním doktor práv. Proslavil se jako první kreslíř komiksů o Rychlých šípech z pera Jaroslava Foglara.

## Život
Narodil se na Královských Vinohradech jako druhé ze čtyř dětí Anděly a Jana Fischerových (dva chlapci, dvě děvčata). Otec vyučoval na vysoké škole hutnické a později byl sekčním šéfem na ministerstvu financí, matka byla v domácnosti. Rodina bydlela nejprve na Kampě, později na Hřebenkách na Smíchově. Již jako malý chlapec se věnoval kresbě a malbě. Do obecné školy chodil ve Vojtěšské ulici, navštěvoval dále malostranské gymnázium a maturitu složil na Arcibiskupském gymnáziu v Bubenči. Následně studoval  práva na Univerzitě Karlově, po dvou letech odjel na roční pobyt do Paříže, diplom získal v roce 1930. Po návratu z Paříže si doplňoval malířskou teorii u malířů F. X. Naskeho, Josefa Šilhavého a grafika a malíře Vladimíra Pukla. V letech 1932–1933 absolvoval vojenskou prezenční službu v Milovicích, končil v hodnosti kapitána v záloze. Po vojně odjel na rok do Anglie, kde se vzdělával na St. John's Wood Art School a pracoval v propagačním ateliéru a tiskárně firmy Briggs and Co., Chancery Lane. 
V roce 1936 se oženil s Věrou Pražákovou (* 1917). Společně měli tři děti – Jana (* 1937), Helenu (* 1940) a Věru.
Právnické profesi se však nevěnoval dlouho (šest měsíců byl koncipientem v advokátní kanceláři) a vydal se na dráhu ilustrátora. Přispíval do mnoha deníků a časopisů především svými karikaturami (České slovo, Lidové noviny, Pražský ilustrovaný zpravodaj, Star, Dětský svět, Dětská neděle, Československý motorista, Čs. sport, aj.). Měl však i samostatné výstavy (1942 Jičín, 1943 Praha – Rubešova galerie), které svědčily o jeho širším uměleckém záběru.
Kromě Francie a Anglie absolvoval i další studijní ceny (Rakousko, Německo, Itálie). Umění karikatury se učil i u svého příbuzného Huga Boettingera, který tvořil pod jménem Dr. Desiderius.
Za války spolupracoval Fischer s ilegální odbojovou skupinou "V boj", přispíval do ilegální tiskoviny edice "Řetěz" a ve svém ateliéru v domě v Praze-Motole ukrýval vysílačku. 
Prvním kresleným seriálem, který Fischer vytvořil byly dětské příběhy o Vášovi Olbrachtů, vycházející v časopise Rajská zahrádka (1933–4). Autorem seriálu byl spisovatel pro děti Jaroslav Mácha. S časopisem pak spolupracoval Fischer i v letech 1942–3. Další kreslený seriál připravil pro týdeník Kvítko. 
Jan Fischer spolupracoval s Jaroslavem Foglarem, kreslil komiksové příběhy Rychlých šípů, nejdříve pro časopis Mladý hlasatel (IV. až VI. ročník, 1938–1941, celkem 107 příběhů, první byl v 7. čísle dne 17. prosince 1938 "Černí jezdci řádí..." a poslední v Mladém hlasateli č. 32 dne 5. dubna 1941 "RŠ ukazují své umění"), čtyři příběhy v Junáku (28. ročník, 1945) a konečně pro časopis Vpřed (I. až III. ročník, 1945–1948, 102 pokračování, od 18. čísla I. ročníku dne 11. dubna 1946, do 45. čísla III. ročníku dne 6. července 1948). Po zákazu Rychlých šípů ještě pro časopis Vpřed ilustroval seriál Jiskrovci (IV. až V. ročník, 1948–1950).
Po válce kreslil krátce také např. pro Svět práce, Družstevní noviny, Družstevník a Československý svět. Fischer netajil své křesťanské přesvědčení a po roce 1951 byl z politických důvodů pronásledován; jeho syn Jan nesměl být v roce 1953 přijat ani na střední školu.  Fischer se nervově zhroutil, po zotavení nebylo pro něj v tehdejším společenském klimatu jiného uplatnění než pracovat jako dělník (nejprve v sodovkárně, později v autolakovně), což se neblaze podepsalo na jeho zdraví. Po roce 1956 se situace poněkud zlepšila a mohl začít pracovat na knižních ilustracích pro Naše vojsko, Mladou frontu, Státní tělovýchovné nakladatelství a pro některé národní podniky a odborné časopisy. Také připravil pro sportovní stránku Lidové demokracie devět pokračování kresleného seriálu Melbourne hlásí, jako reakci na výkony sportovců na LOH Melbourne 1956. V lednu 1958 byl přijat za člena Svazu čs. výtvarných umělců, jako výtvarník z povolání.
Zemřel v Motolské nemocnici na zápal mozkových blan poté, co se nachladil, když jel v zimě na motocyklu bez helmy odevzdat kresby, aby stihl uzávěrku.
Místem jeho posledního odpočinku je rodinný hrob na Olšanských hřbitovech v Praze. 

## Citát
Po celé roky jsme s dr. Fischerem svorně spolupracovali, někdy s potížemi, někdy hladce, ale vždy v přátelství a dobré shodě. Škoda, škoda veliká, že dr. Fischer před lety zemřel. Je ho škoda nejen jako dobrého člověka, ale i jako těžko nahraditelného kreslíře. 
Jaroslav Foglar

## Knižní ilustrace, výběr
- 1940/1941 Jaroslav Foglar: Záhada hlavolamu, sv. 14 Knihovny Mladého hlasatele
- 1946/1947 Jaroslav Foglar: Stínadla se bouří, sv. 3 knižnice Rychlých šípů časopisu Vpřed
- 1957 Karel Bureš: Setkání pod Jižním křížem (MF Praha)
- 1958 Karel Štorkán: Když chytal Plánička (MF Praha)
- 1958 Jiří Hanzel: Dvacet let v hokejové brance (STN Praha)
- 1958 Rudolf Štorkán: Plavání (SPN Praha)
- 1960 Josef Laufer: Hokej, můj osud (MF Praha)